# Де Роз, Франсуа
Франсуа де Роз (фр. François de Rose, 1910, Каркасон — 2014, Париж) — французский дипломат, один из основателей ЦЕРН.

## Биография
Родился в семье известного военного авиатора Шарля де Роза. В детстве потерял один глаз в результате несчастного случая, из-за чего не мог начать военную карьеру.
Учился в Лицее Жансон-де-Сайи и Sciences Po. С 1937 года на дипломатической службе.
После ВМВ был представителем Франции в комиссии по атомной энергии при ООН. В 1952 году участвовал в основании ЦЕРН. В 1958-1960 одах председатель совета ЦЕРН.
В 1964—1970 годах посол Франции в Португалии. В 1970—1974 годах представитель Франции в НАТО.
Считался экспертом по вопросам обороны и атомной энергии.